# ダルル・マクムール・スタジアム
ダルル・マクムール・スタジアム(マレー語: Stadium Darul Makmur)は、マレーシア、パハン州のクアンタンにある多目的スタジアムである。

## 概要
1970年に設立された。収容人数は40,000人。主にサッカーの試合に用いられる。
マレーシアサッカーリーグに所属するパハンFAがホームスタジアムとして使用している他、1996年にはマレーシアの国民体育大会であるスクマ・ゲームズの会場としても用いられた。

## アクセス
クアンタンの郊外にあるスルタン・ハジ・アフマド・シャー空港よりタクシーで約15分。